# Långtjärnen (Jokkmokks socken, Lappland, 738807-168236)
Långtjärnen är en sjö i Jokkmokks kommun i Lappland och ingår i Luleälvens huvudavrinningsområde. Sjön har en area på 0,0881 kvadratkilometer och ligger 306,4 meter över havet.

## Delavrinningsområde
Långtjärnen ingår i det delavrinningsområde (738844-168195) som SMHI kallar för Ovan Sör-Tjalmejaurbäcken. Medelhöjden är 320 meter över havet och ytan är 6,11 kvadratkilometer. Det finns ett avrinningsområde uppströms, och räknas det in blir den ackumulerade arean 24,09 kvadratkilometer. Linabäcken (Kåikaurbäcken) som avvattnar avrinningsområdet har biflödesordning 3, vilket innebär att vattnet flödar genom totalt 3 vattendrag innan det når havet efter 180 kilometer. Avrinningsområdet består mestadels av skog (86 procent). Avrinningsområdet har 0,41 kvadratkilometer vattenytor vilket ger det en sjöprocent på 6,8 procent.